# Походін Віктор Пилипович
Віктор Пилипович Походін (1928, місто Сталіно, УРСР — 12 листопада 1985, місто Київ) — український радянський державний і партійний діяч. Депутат Верховної Ради УРСР 6-го, 8—11-го скликань. Член Президії Верховної Ради УРСР 8—9-го скликань. Член ЦК КПУ в 1976—1985 р.

## Біографія
Народився в місті Сталіно (за іншими даними — в селі Максимільянівка Мар'їнського району) на Донбасі в родині робітника.
У 1953 році закінчив Херсонський сільськогосподарський інститут імені О, Д. Цюрупи. Член КПРС з 1953 року.

Могила Віктора Походіна

У 1953—1958 роках — зоотехнік колгоспу імені Жовтня, головний зоотехнік Богоявленської машинно-тракторної станції Сталінської області. У 1958—1961 роках — голова колгоспу імені Ілліча (село Максимільянівка Мар'їнського району Сталінської області).
У 1961 — січні 1963 року — заступник, 1-й заступник голови виконавчого комітету Донецької обласної ради депутатів трудящих, начальник Донецького обласного управління виробництва і заготівель сільськогосподарських продуктів.
У січні 1963 — грудні 1964 року — голова виконавчого комітету Донецької сільської обласної ради депутатів трудящих.
У грудні 1964 — травні 1971 року — секретар Донецького обласного комітету КП України з питань сільського господарства, інспектор ЦК КПУ.
У травні 1971 — 4 вересня 1985 року — голова виконавчого комітету Одеської обласної ради депутатів трудящих.
У вересні 1985 року вийшов на пенсію у зв'язку із важкою хворобою. Похований в Києві на Байковому кладовищі.

## Нагороди
- два ордени Леніна
- орден Жовтневої Революції
- два ордени Трудового Червоного Прапора
- дві Почесні грамоти Президії Верховної Ради УРСР
- медалі